# 2021년 FIFA 클럽 월드컵
2021년 FIFA 클럽 월드컵(2021 FIFA Club World Cup)은 2022년 2월 3일부터 2월 12일까지 아랍에미리트에서 열린 18번째 FIFA 클럽 월드컵 대회이다.

## 개최국 지정
이 대회는 원래 2021년 6월부터 7월까지 중국에서 확대된 FIFA 클럽 월드컵 형식으로 개최될 예정이었다. 하지만 2020년에 열릴 예정이던 UEFA 유로 2020, 2020년 코파 아메리카, 2020년 도쿄 하계 올림픽이 코로나19 범유행의 여파로 인하여 2021년으로 연기되면서 FIFA는 확대된 FIFA 클럽 월드컵의 개최 시기를 2021년, 2022년 또는 2023년 후반으로 연기한다고 밝혔다.
FIFA 평의회는 2020년 12월 4일에 2021년 FIFA 클럽 월드컵의 개최국을 일본으로 선정하는 한편 이전과 같은 방식에 따라 대회를 진행하기로 결정했다. 그러나 일본 축구 협회는 2021년 9월 10일에 코로나19 범유행의 여파로 인하여 2021년 FIFA 클럽 월드컵 개최권을 반납한다고 밝혔다. FIFA 평의회는 2021년 10월 20일에 아랍에미리트를 2021년 FIFA 클럽 월드컵 개최국으로 새로 선정하는 한편 해당 대회를 2021년 말 또는 2022년 초반에 열기로 결정했다.

## 참가 팀
| 팀명               | 소속 연맹              | 자격                              | 출전 횟수 (이전 참가 대회)                                  |
| 준결승전 자동 진출 | 준결승전 자동 진출     | 준결승전 자동 진출                | 준결승전 자동 진출                                          |
| ------------------ | ---------------------- | --------------------------------- | ----------------------------------------------------------- |
| 파우메이라스       | 남미 축구 연맹         | 2021년 코파 리베르타도레스 우승   | 2번째 출전 (2020년)                                         |
| 첼시               | 유럽 축구 연맹         | 2020-21년 UEFA 챔피언스리그 우승  | 2번째 출전 (2012년)                                         |
| 8강전 자동 진출    |                        |                                   |                                                             |
| 알힐랄             | 아시아 축구 연맹       | 2021년 AFC 챔피언스리그 우승      | 2번째 출전 (2019년)                                         |
| 알아흘리           | 아프리카 축구 연맹     | 2020-21년 CAF 챔피언스리그 우승   | 7번째 출전 (2005년, 2006년, 2008년, 2012년, 2013년, 2020년) |
| 몬테레이           | 북중미카리브 축구 연맹 | 2021년 CONCACAF 챔피언스리그 우승 | 5번째 출전 (2011년, 2012년, 2013년, 2019년)                 |
| 플레이오프 진출    |                        |                                   |                                                             |
| 피라에             | 오세아니아 축구 연맹   | 오세아니아 축구 연맹에서 지명1    | 1번째 출전                                                  |
| 알자지라           | 개최국                 | 2020-21 UAE 프로리그 우승         | 2번째 출전 (2017년)                                         |

1 오세아니아 축구 연맹(OFC)은 2021년 6월 4일에 코로나19 범유행의 여파로 인한 태평양 지역의 국경 폐쇄를 고려하여 2021년 OFC 챔피언스리그를 취소한다고 결정했다. 오세아니아 축구 연맹은 2021년 8월 3일에 뉴질랜드의 오클랜드 시티를 2021년 FIFA 클럽 월드컵에서 오세아니아 대표로 참가할 팀으로 지명했다. 하지만 뉴질랜드 정부가 코로나19 범유행으로 인해 국경 재개방을 연기함에 따라 오클랜드 시티는 대회 불참을 결정했다. 이에 따라 오세아니아 축구 연맹은 2021년 12월 31일에 타히티의 AS 피라에를 오세아니아 대표로 참가할 팀으로 새로 지명했다.

## 개최 도시 및 경기장
| 아부다비 | 아부다비                    | 아부다비          |
| -------- | --------------------------- | ----------------- |
| 아부다비 | 모하메드 빈 자예드 스타디움 | 알나얀 스타디움   |
| 아부다비 | 수용 규모: 37,500           | 수용 규모: 15,000 |
| 아부다비 |                             |                   |

## 경기 결과
결선 토너먼트에서는 양 팀이 정규 시간 안에 승부를 가리지 못한 경우에는 다음과 같은 방식에 따라 승부를 결정한다.
- 플레이오프, 8강전, 준결승전, 결승전에서는 양 팀이 정규 시간 안에 승부를 가리지 못한 경우에는 연장전을 통해 승부를 결정한다. 연장전에서도 양 팀이 승부를 가리지 못한 경우에는 승부차기를 통해 승부를 결정한다.
- 5위 결정전, 3위 결정전에서는 양 팀이 정규 시간 안에 승부를 가리지 못한 경우에는 연장전 없이 승부차기를 실시한다.

|  | 1라운드                            | 1라운드                            |                                     |          | 2라운드                            | 2라운드                            |            |            | 준결승전 | 준결승전 |  |  | 결승전                              | 결승전                              |
|  | 2022년 2월 3일 – 아부다비 (모빈자) |                                    |                                     |          |                                    |                                    |            |            |          |          |  |  |                                     |                                     |
|  | 알자지라                           | 4                                  |                                     |          | 2022년 2월 6일 – 아부다비 (모빈자) | 2022년 2월 6일 – 아부다비 (모빈자) |            |            |          |          |  |  |                                     |                                     |
|  | 알자지라                           | 4                                  |                                     |          | 2022년 2월 6일 – 아부다비 (모빈자) | 2022년 2월 6일 – 아부다비 (모빈자) |            |            |          |          |  |  |                                     |                                     |
|  | 피라에                             | 1                                  |                                     |          | 알힐랄                             | 6                                  |            |            |          |          |  |  |                                     |                                     |
|  | 피라에                             | 1                                  | 2022년 2월 9일 – 아부다비 (모빈자)  |          | 알힐랄                             | 6                                  |            |            |          |          |  |  |                                     |                                     |
|  |                                    |                                    |                                     |          | 알자지라                           | 1                                  |            |            |          |          |  |  |                                     |                                     |
|  | 알힐랄                             | 0                                  |                                     |          | 알자지라                           | 1                                  |            |            |          |          |  |  |                                     |                                     |
|  | 알힐랄                             | 0                                  |                                     |          |                                    |                                    |            |            |          |          |  |  |                                     |                                     |
|  |                                    |                                    | 첼시                                | 1        |                                    |                                    |            |            |          |          |  |  |                                     |                                     |
|  |                                    |                                    | 첼시                                | 1        |                                    |                                    |            |            |          |          |  |  |                                     |                                     |
|  |                                    |                                    | 2022년 2월 12일 – 아부다비 (모빈자) |          |                                    |                                    |            |            |          |          |  |  |                                     |                                     |
|  |                                    |                                    |                                     |          |                                    |                                    |            |            |          |          |  |  |                                     |                                     |
|  | 첼시 (연)                          | 2                                  |                                     |          |                                    |                                    |            |            |          |          |  |  |                                     |                                     |
|  | 첼시 (연)                          | 2                                  | 2022년 2월 5일 – 아부다비 (알나얀)  |          |                                    |                                    |            |            |          |          |  |  |                                     |                                     |
|  |                                    | 파우메이라스                       | 1                                   |          |                                    |                                    |            |            |          |          |  |  |                                     |                                     |
|  |                                    |                                    | 1                                   | 알아흘리 | 1                                  |                                    |            |            |          |          |  |  |                                     |                                     |
|  | 2022년 2월 8일 – 아부다비 (알나얀) |                                    |                                     | 알아흘리 | 1                                  |                                    |            |            |          |          |  |  |                                     |                                     |
|  |                                    | 몬테레이                           | 0                                   |          |                                    |                                    |            |            |          |          |  |  |                                     |                                     |
|  | 파우메이라스                       | 몬테레이                           | 0                                   | 2        |                                    |                                    |            |            |          |          |  |  |                                     |                                     |
|  | 파우메이라스                       | 5위 결정전                         | 5위 결정전                          | 2        |                                    |                                    | 3위 결정전 | 3위 결정전 |          |          |  |  |                                     |                                     |
|  |                                    | 5위 결정전                         | 5위 결정전                          |          | 알아흘리                           | 0                                  | 3위 결정전 | 3위 결정전 |          |          |  |  |                                     |                                     |
|  | 몬테레이                           | 3                                  | 알힐랄                              | 0        | 알아흘리                           | 0                                  |            |            |          |          |  |  |                                     |                                     |
|  | 몬테레이                           | 3                                  | 알힐랄                              | 0        |                                    |                                    |            |            |          |          |  |  |                                     |                                     |
|  | 알자지라                           | 1                                  | 알아흘리                            | 4        |                                    |                                    |            |            |          |          |  |  |                                     |                                     |
|  | 알자지라                           | 1                                  | 알아흘리                            | 4        |                                    |                                    |            |            |          |          |  |  |                                     |                                     |
|  | 2022년 2월 9일 – 아부다비 (알나얀) | 2022년 2월 9일 – 아부다비 (알나얀) |                                     |          |                                    |                                    |            |            |          |          |  |  | 2022년 2월 12일 – 아부다비 (알나얀) | 2022년 2월 12일 – 아부다비 (알나얀) |

- 모든 시간은 현지 시간(UTC+4)을 따름.

### 플레이오프
| 알자지라                                                 | 4 – 1  | 피라에            |
| -------------------------------------------------------- | ------ | ----------------- |
| 알아메리 5′ · 알아타스 25′ · 코사노비치 41′ · 디아비 63′ | 리포트 | 라비 48′ (자책골) |

### 8강전
| 알아흘리 | 1 – 0  | 몬테레이 |
| -------- | ------ | -------- |
| 하니 53′ | 리포트 |          |

| 알힐랄                                                                                     | 6 – 1  | 알자지라   |
| ------------------------------------------------------------------------------------------ | ------ | ---------- |
| 이갈로 36′ · 페레이라 40′ · 칸노 57′ · 알다우사리 77′ · 마레가 88′ · 카리요 90+2′ (페널티) | 리포트 | 디아비 14′ |

### 준결승전
| 파우메이라스          | 2 – 0  | 알아흘리 |
| --------------------- | ------ | -------- |
| 베이가 39′ · 두두 49′ | 리포트 |          |

| 알힐랄 | 0 – 1  | 첼시       |
| ------ | ------ | ---------- |
|        | 리포트 | 루카쿠 32′ |

### 5위 결정전
| 몬테레이                                        | 3 – 1  | 알자지라     |
| ----------------------------------------------- | ------ | ------------ |
| 술탄 4′ (자책골) · 푸네스 모리 11′ · 몬테스 25′ | 리포트 | 브루누 90+1′ |

### 3위 결정전
| 알힐랄 | 0 – 4  | 알아흘리                                          |
| ------ | ------ | ------------------------------------------------- |
|        | 리포트 | 이브라힘 8′, 17′ · 압델 카데르 40′ · 엘솔리아 64′ |

### 결승전
| 첼시                                | 2 – 1 (연장전) | 파우메이라스        |
| ----------------------------------- | -------------- | ------------------- |
| 루카쿠 55′ · 하베르츠 117′ (페널티) | 리포트         | 베이가 64′ (페널티) |